# Zejmen
Zejmen is een plaats en voormalige gemeente in de stad (bashkia) Lezhë in de prefectuur Lezhë in Albanië. Sinds de gemeentelijke herindeling van 2015 doet Zejmen dienst als deelgemeente en is het een bestuurseenheid zonder verdere bestuurlijke bevoegdheden. De plaats telde bij de census van 2011 5660 inwoners.